# Sportwagen-Weltmeisterschaft 1962

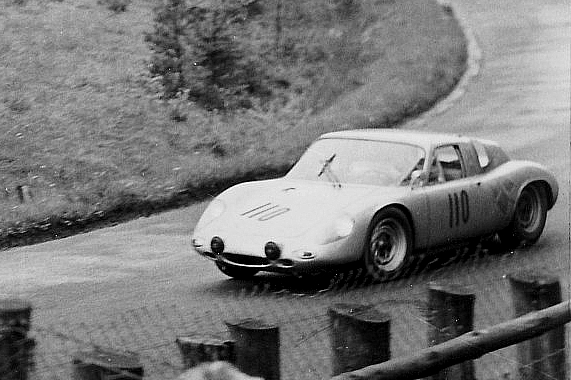
Joakim Bonnier im Porsche 718 beim 1000-km-Rennen in der Südkehre des Nürburgrings

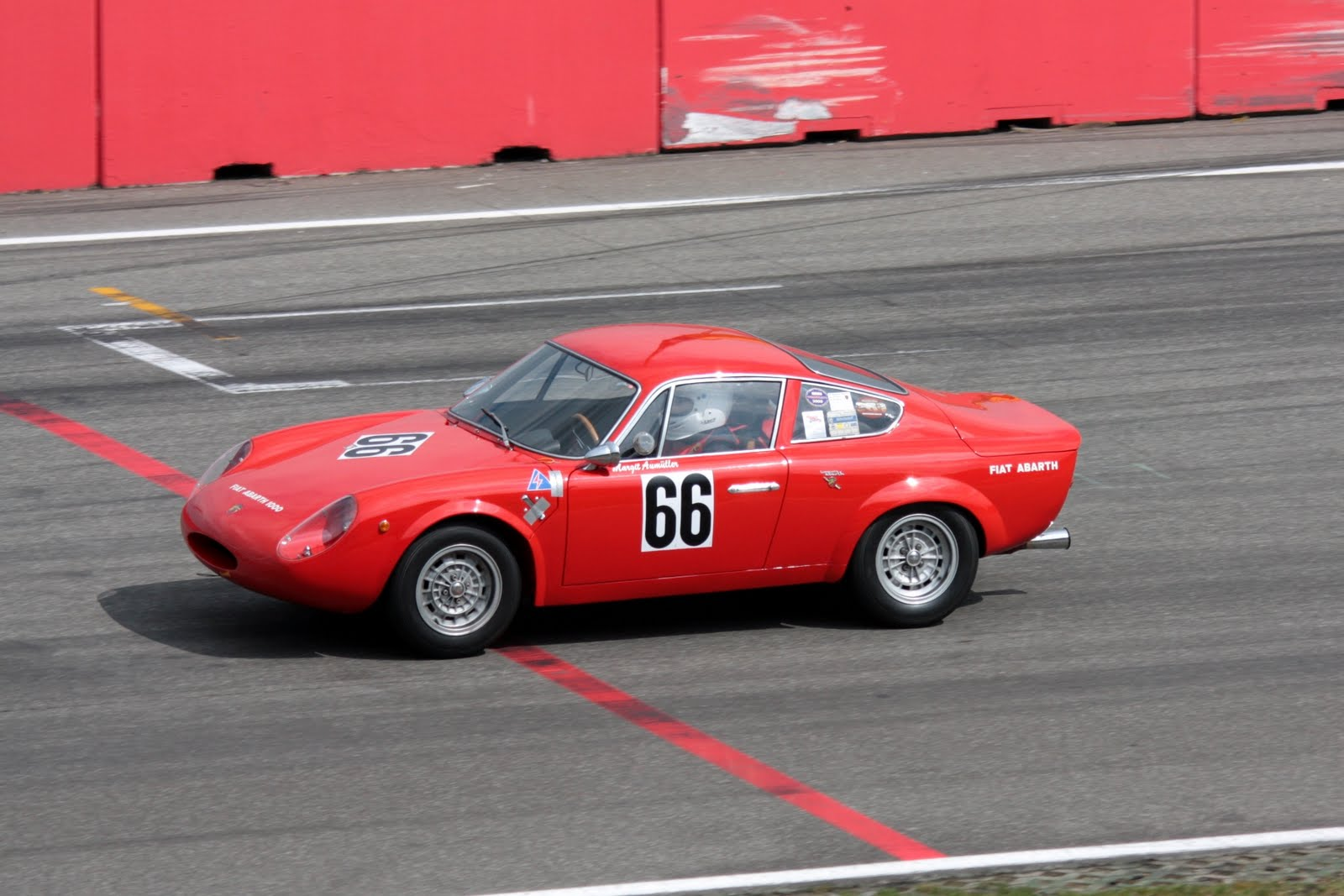
Erfolgreichster GT-Wagen der Weltmeisterschaft war 1962 der Fiat-Abarth 1000 Bialbero

Die Sportwagen-Weltmeisterschaft 1962, auch Internationale-Meisterschaft für GT-Hersteller, war die zehnte Saison dieser Meisterschaft. Sie begann am 11. Februar und endete am 21. Oktober 1962.

## Meisterschaft
1962 kam es zu einer radikalen Änderung beim Meisterschaftsmodus der Weltmeisterschaft, die sich auch auf die Anzahl der Wertungsläufe auswirkte. Seit 1953, dem ersten Jahr der Weltmeisterschaft, wurde immer die Automobilmarke mit dem Weltmeistertitel ausgezeichnet, die Ende des Jahres die meisten Punkte erreicht hatte, gleichgültig in welchen Rennklassen sie erzielt wurden. 1962 wurde der Marken-Weltmeistertitel in der jeweiligen Rennklasse vergeben. Dies führte zu nicht weniger als 15 Einzelwertungen bei den GT- und Sportwagen. Da man für die Meisterschaftswertungen GT-Divisionen schuf, die bei den Klassenwertungen der jeweiligen Rennen nicht ausgefahren wurden, kam ein nur schwer zu durchschauendes Ergebniswirrwarr zustande, vor allem für Außenstehende. Auch bei den Veranstaltern der großen Sportwagenrennen stieß diese Entscheidung auf Unverständnis. Deshalb entschloss sich die FIA, den „Sports Cars Cup“ ins Leben zu rufen, der es möglich machte, dass Prototypen mit einem Hubraum über 3 Liter an den Rennen teilnehmen konnten. Dazu kam die „Challenge Mondial de Vitesse et d’Endurance“, die das Rennen in Sebring, die Targa Florio, das 1000-km-Rennen auf dem Nürburgring und die 24 Stunden von Le Mans umfasste. Diesen Titel konnte nur die Marke erringen, die sich an allen vier Rennen beteiligt hatte. Offizielle Weltmeistertitel waren es aber nicht.
1961 umfasste der Rennkalender nur fünf Veranstaltungen. 1962 verdreifachte sich die Anzahl auf 15 Wertungsläufe. Von den 15 Rennen wurde sieben sowohl für GT- als auch Sportwagen ausgeschrieben. Dazu zählten das 3-Stunden-Rennen von Daytona, das 12-Stunden-Rennen von Sebring, die Targa Florio, das 1000-km-Rennen auf dem Nürburgring, das 24-Stunden-Rennen von Le Mans, die Trophée d’Auvergne und das zweite Rennen in Bridgehampton.
Durch die Gesamtsiege bei der Targa Florio, am Nürburgring und in Le Mans sicherte sich die Scuderia Ferrari die Challenge Mondial de Vitesse et d’Endurance und Ferrari nach weiteren Erfolgen der Scuderia SSS Republica di Venezia den Weltmeistertitel für Sportwagen bis 3 Liter Hubraum. Porsche gewann den Titel für Sportwagen bis 2 Liter Hubraum, war dort aber die einzige Marke, die Punkte für die Meisterschaft erzielte.
Die vielen GT-Wertungen wurden von Abarth, Alfa Romeo, Porsche, Morgan, Ferrari, Triumph, Lancia und Jaguar gewonnen.

## Rennkalender
| Nr. | Datum          | Rennname / Rennstrecke                                        | Team                              | Gesamtsieger                                       | Fahrzeug                        | Meisterschaft     |
| --- | -------------- | ------------------------------------------------------------- | --------------------------------- | -------------------------------------------------- | ------------------------------- | ----------------- |
| 1   | 11. Februar    | 3-Stunden-Rennen von Daytona (Daytona International Speedway) | Frank Arciero                     | Dan Gurney                                         | Lotus 19                        | Sportwagen und GT |
| 2   | 23. März       | 3-Stunden-Rennen von Sebring (Sebring International Raceway)  | Briggs Cunningham                 | Bruce McLaren                                      | Fiat-Abarth 1000 Bialbero       | GT                |
| 3   | 24. März       | 12-Stunden-Rennen von Sebring (Sebring International Raceway) | Scuderia SSS Republica di Venezia | Joakim Bonnier Lucien Bianchi                      | Ferrari 250TRI/61               | Sportwagen und GT |
| 4   | 1. Mai         | Coppa Maifredi (Circuito del Garda)                           | Abarth                            | Ludovico Scarfiotti                                | Fiat-Abarth 1000                | GT                |
| 5   | 6. Mai         | Targa Florio (Piccolo circuito delle Madonie)                 | SEFAC Ferrari                     | Olivier Gendebien Ricardo Rodríguez Willy Mairesse | Ferrari Dino 246SP              | Sportwagen und GT |
| 6   | 13. Mai        | Großer Preis von Berlin (AVUS)                                | Abarth                            | Robert Jenny                                       | Fiat-Abarth 1000                | GT                |
| 7   | 27. Mai        | 1000-km-Rennen auf dem Nürburgring (Nürburgring)              | SEFAC Ferrari                     | Olivier Gendebien Phil Hill                        | Ferrari Dino 246SP              | Sportwagen und GT |
| 8   | 23. – 24. Juni | 24-Stunden-Rennen von Le Mans (Circuit des 24 Heures)         | SpA Ferrari SEFAC                 | Olivier Gendebien Phil Hill                        | Ferrari 330TRI LM Spyder        | Sportwagen und GT |
| 9   | 15. Juli       | Trophée d’Auvergne (Circuit de Charade)                       | Scuderia SSS Republica di Venezia | Carlo-Maria Abate                                  | Ferrari 250 GTO                 | Sportwagen und GT |
| 10  | 15. August     | Coppa Cittá di Enna (Autodromo di Pergusa)                    | Abarth                            | Marsilio Pasotti Giancarlo Scotti                  | Fiat-Abarth 1000                | GT                |
| 11  | 18. August     | RAC Tourist Trophy (Goodwood Circuit)                         | UDT-Laystall                      | Innes Ireland                                      | Ferrari 250 GTO                 | GT                |
| 12  | 2. September   | 500-km-Rennen auf dem Nürburgring (Nürburgring)               | Abarth                            | Eberhard Mahle                                     | Fiat-Abarth 1000 Bialbero       | GT                |
| 13  | 15. September  | 400-km-Rennen von Bridgehampton (Bridgehampton Race Circuit)  | Chuck Cassel                      | Bob Holbert                                        | Porsche 356B Carrera Abarth GTL | GT                |
| 14  | 16. September  | 400-km-Rennen von Bridgehampton (Bridgehampton Race Circuit)  | North American Racing Team        | Pedro Rodríguez                                    | Ferrari 330TRI/LM               | Sportwagen und GT |
| 15  | 21. Oktober    | 1000-km-Rennen von Paris (Autodrome de Linas-Montlhéry)       | North American Racing Team        | Pedro Rodríguez Ricardo Rodríguez                  | Ferrari 250 GTO                 | GT                |

## Marken-Weltmeisterschaft für Konstrukteure

### Sportwagen

#### Sportwagen bis 3-Liter-Hubraum
| Position | Konstrukteur | 1 | 2 | 3 | 4 | 5 | 6 | 7 | 8 | 9 | 10 | 11 | 12 | 13 | 14 | 15 | Gesamt |
| -------- | ------------ | - | - | - | - | - | - | - | - | - | -- | -- | -- | -- | -- | -- | ------ |
| 1        | Ferrari      |   |   | 9 |   | 9 |   | 9 |   |   |    |    |    |    |    |    | 27     |
| 2=       | Cooper       |   |   | 6 |   |   |   |   |   |   |    |    |    |    |    |    | 6      |
| 2=       | Aston Martin |   |   |   |   |   |   | 6 |   |   |    |    |    |    |    |    | 6      |
| 4        | Cegga        |   |   |   |   |   |   | 4 |   |   |    |    |    |    |    |    | 4      |

#### Sportwagen bis 2-Liter-Hubraum
| Position | Konstrukteur | 1 | 2 | 3 | 4 | 5 | 6 | 7 | 8 | 9 | 10 | 11 | 12 | 13 | 14 | 15 | Gesamt |
| -------- | ------------ | - | - | - | - | - | - | - | - | - | -- | -- | -- | -- | -- | -- | ------ |
| 1        | Porsche      |   |   | 9 |   |   |   |   |   |   |    |    |    |    |    |    | 9      |

#### Sportwagen bis 1-Liter-Hubraum
| Position | Konstrukteur     | 1 | 2 | 3 | 4 | 5 | 6 | 7 | 8 | 9 | 10 | 11 | 12 | 13 | 14 | 15 | Gesamt |
| -------- | ---------------- | - | - | - | - | - | - | - | - | - | -- | -- | -- | -- | -- | -- | ------ |
| 1        | Abarth           |   |   | 9 |   |   |   | 4 |   |   |    |    |    |    |    |    | 13     |
| 2        | Lotus            |   |   |   |   |   |   | 9 |   |   |    |    |    |    |    |    | 9      |
| 3=       | OSCA             |   |   | 6 |   |   |   |   |   |   |    |    |    |    |    |    | 6      |
| 3=       | Austin-Healey    |   |   |   |   |   |   | 6 |   |   |    |    |    |    |    |    | 6      |
| 5        | Deutsch & Bonnet |   |   | 4 |   |   |   |   |   |   |    |    |    |    |    |    | 4      |

### GT-Wagen Division I

#### GT-Wagen bis 1-Liter-Hubraum
| Position | Konstrukteur       | 1 | 2 | 3 | 4 | 5 | 6 | 7 | 8 | 9 | 10 | 11 | 12 | 13  | 14 | 15 | Gesamt |
| -------- | ------------------ | - | - | - | - | - | - | - | - | - | -- | -- | -- | --- | -- | -- | ------ |
| 1        | Abarth             |   | 9 |   | 9 |   | 9 |   |   |   | 9  |    | 9  | (9) |    |    | 45     |
| 2        | Glass Sports Motor |   |   |   |   |   | 2 |   |   |   |    |    | 3  |     |    |    | 5      |
| 3        | Austin-Healey      |   | 4 |   |   |   |   |   |   |   |    |    |    |     |    |    | 4      |

#### GT-Wagen bis 0,85-Liter-Hubraum
| Position | Konstrukteur     | 1 | 2 | 3 | 4 | 5 | 6 | 7 | 8 | 9 | 10 | 11 | 12 | 13 | 14 | 15 | Gesamt |
| -------- | ---------------- | - | - | - | - | - | - | - | - | - | -- | -- | -- | -- | -- | -- | ------ |
| 1        | Abarth           |   | 6 |   |   |   |   |   |   |   |    |    |    | 9  |    |    | 15     |
| 2        | Deutsch & Bonnet |   | 9 |   |   |   |   |   |   |   |    |    |    |    |    |    | 9      |
| 3        | Saab             |   | 4 |   |   |   |   |   |   |   |    |    |    |    |    |    | 4      |

#### GT-Wagen bis 0,7-Liter-Hubraum
| Position | Konstrukteur | 1 | 2 | 3 | 4 | 5 | 6 | 7 | 8 | 9 | 10 | 11 | 12 | 13 | 14 | 15 | Gesamt |
| -------- | ------------ | - | - | - | - | - | - | - | - | - | -- | -- | -- | -- | -- | -- | ------ |
| 1        | Abarth       |   |   |   | 9 |   | 9 |   |   |   | 9  |    | 9  |    |    |    | 36     |
| 2        | BMW          |   |   |   |   |   | 6 |   |   |   |    |    |    |    |    |    | 6      |

### GT-Wagen Division II

#### GT-Wagen bis 2-Liter-Hubraum
| Position | Konstrukteur | 1   | 2 | 3 | 4 | 5 | 6 | 7   | 8 | 9 | 10 | 11 | 12 | 13  | 14 | 15  | Gesamt |
| -------- | ------------ | --- | - | - | - | - | - | --- | - | - | -- | -- | -- | --- | -- | --- | ------ |
| 1        | Porsche      | (6) |   | 9 |   | 9 |   | 9   | 9 | 9 |    | 3  |    | (9) |    | (9) | 45     |
| 2        | Alfa Romeo   | 9   |   | 4 |   | 6 |   | (2) | 4 | 4 |    |    |    | (4) |    | (2) | 27     |
| 3        | Lotus        |     | 2 |   |   |   |   | 1   | 6 |   |    | 9  |    |     |    | 3   | 21     |
| 4        | Morgan       |     |   |   |   |   |   |     | 1 |   |    | 6  |    |     |    |     | 7      |
| 5        | Abarth       |     |   |   |   |   |   |     |   |   |    |    |    |     |    | 4   | 4      |
| 6        | Sunbeam      |     |   | 2 |   |   |   |     |   |   |    | 1  |    |     |    |     | 3      |
| 7        | TVR          |     |   |   |   |   |   |     |   |   |    | 2  |    |     |    |     | 2      |
| 8        | MG           |     |   | 1 |   |   |   |     |   |   |    |    |    |     |    |     | 1      |

#### GT-Wagen bis 1-Liter-Hubraum
| Position | Konstrukteur       | 1 | 2 | 3 | 4 | 5 | 6 | 7 | 8 | 9 | 10 | 11 | 12 | 13  | 14 | 15 | Gesamt |
| -------- | ------------------ | - | - | - | - | - | - | - | - | - | -- | -- | -- | --- | -- | -- | ------ |
| 1        | Abarth             |   | 9 |   | 9 |   | 9 |   |   |   | 9  |    | 9  | (9) |    |    | 45     |
| 2        | Austin-Healey      |   | 4 |   |   |   |   |   |   |   |    |    | 3  |     |    |    | 7      |
| 3        | Glass Sports Motor |   |   |   |   |   | 2 |   |   |   |    |    | 4  |     |    |    | 6      |

#### GT-Wagen bis 1,6-Liter-Hubraum
| Position | Konstrukteur  | 1 | 2 | 3 | 4 | 5 | 6 | 7 | 8 | 9   | 10 | 11  | 12 | 13 | 14 | 15 | Gesamt |
| -------- | ------------- | - | - | - | - | - | - | - | - | --- | -- | --- | -- | -- | -- | -- | ------ |
| 1        | Porsche       | 9 |   | 9 |   | 9 |   | 9 | 9 | (9) |    | (9) |    | 9  |    | 9  | 45     |
| 2        | Sunbeam       |   |   | 4 |   |   |   |   | 4 |     |    | 6   |    | 3  |    |    | 17     |
| 3        | Austin-Healey |   |   |   |   |   |   |   |   |     |    | 4   |    |    |    |    | 4      |
| 4        | MG            |   |   | 3 |   |   |   |   |   |     |    |     |    |    |    |    | 3      |

#### GT-Wagen bis 1,3-Liter-Hubraum
| Position | Konstrukteur | 1 | 2 | 3   | 4 | 5 | 6 | 7 | 8   | 9 | 10 | 11 | 12 | 13 | 14 | 15  | Gesamt |
| -------- | ------------ | - | - | --- | - | - | - | - | --- | - | -- | -- | -- | -- | -- | --- | ------ |
| 1        | Alfa Romeo   | 9 |   | 9   |   | 9 |   | 9 | (6) | 9 |    |    |    | 9  |    | (4) | 45     |
| 2        | Lotus        | 3 |   | (3) |   |   |   | 6 | 9   |   |    | 9  |    |    |    | 6   | 33     |
| 3        | Abarth       |   |   |     |   |   |   |   |     |   |    |    |    |    |    |     | 9      |

### GT-Wagen Division III

#### GT-Wagen über 3-Liter-Hubraum
| Position | Konstrukteur | 1 | 2 | 3 | 4 | 5 | 6 | 7 | 8 | 9 | 10 | 11 | 12 | 13 | 14 | 15 | Gesamt |
| -------- | ------------ | - | - | - | - | - | - | - | - | - | -- | -- | -- | -- | -- | -- | ------ |
| 1        | Jaguar       | 9 |   | 9 |   |   |   |   | 9 |   |    | 9  |    |    | 9  |    | 45     |
| 2        | Chevrolet    | 9 |   | 6 |   |   |   |   |   |   |    | 4  |    |    | 6  |    | 25     |
| 3        | Aston Martin |   |   |   |   |   |   |   |   | 9 |    |    |    |    |    |    | 9      |

#### GT-Wagen bis 3-Liter-Hubraum
| Position | Konstrukteur | 1 | 2 | 3 | 4 | 5 | 6 | 7 | 8 | 9   | 10 | 11  | 12 | 13 | 14  | 15  | Gesamt |
| -------- | ------------ | - | - | - | - | - | - | - | - | --- | -- | --- | -- | -- | --- | --- | ------ |
| 1        | Ferrari      | 9 |   | 9 |   | 9 |   | 9 | 9 | (9) |    | (9) |    |    | (9) | (9) | 45     |

#### GT-Wagen bis 2,5-Liter-Hubraum
| Position | Konstrukteur | 1 | 2 | 3 | 4 | 5 | 6 | 7 | 8 | 9 | 10 | 11 | 12 | 13 | 14 | 15 | Gesamt |
| -------- | ------------ | - | - | - | - | - | - | - | - | - | -- | -- | -- | -- | -- | -- | ------ |
| 1=       | Triumph      |   |   | 9 |   |   |   |   |   |   |    |    |    |    |    |    | 9      |
| 1=       | Lancia       |   |   |   |   | 9 |   |   |   |   |    |    |    |    |    |    | 9      |

#### GT-Wagen über 2-Liter-Hubraum
| Position | Konstrukteur | 1 | 2 | 3 | 4 | 5 | 6 | 7 | 8 | 9   | 10 | 11  | 12 | 13 | 14  | 15  | Gesamt |
| -------- | ------------ | - | - | - | - | - | - | - | - | --- | -- | --- | -- | -- | --- | --- | ------ |
| 1        | Ferrari      | 9 |   | 9 |   | 9 |   | 9 | 9 | (9) |    | (9) |    |    | (9) | (9) | 45     |
| 2        | Jaguar       | 2 |   | 3 |   |   |   |   | 4 |     |    | 3   |    |    | 4   |     | 16     |
| 3        | Chevrolet    | 4 |   | 2 |   |   |   |   |   |     |    |     |    |    | 4   |     | 9      |
| 4        | Lancia       |   |   |   |   | 4 |   |   |   |     |    |     |    |    |     |     | 4      |
| 5        | Aston Martin |   |   |   |   |   |   |   |   | 1   |    |     |    |    |     |     | 1      |

#### GT-Wagen bis 2-Liter-Hubraum
| Position | Konstrukteur | 1 | 2 | 3 | 4 | 5 | 6 | 7 | 8 | 9 | 10 | 11 | 12 | 13 | 14 | 15 | Gesamt |
| -------- | ------------ | - | - | - | - | - | - | - | - | - | -- | -- | -- | -- | -- | -- | ------ |
| 1        | Morgan       |   |   | 9 |   |   |   | 4 | 9 |   |    | 9  |    |    |    | 9  | 40     |
| 2        | TVR          |   |   |   |   |   |   |   |   |   |    | 6  |    | 9  |    |    | 15     |
| 3=       | Volvo        |   |   |   |   | 9 |   |   |   |   |    |    |    |    |    |    | 9      |
| 3=       | AC Cars      | 9 |   |   |   |   |   |   |   |   |    |    |    |    |    |    | 9      |
| 5        | Lancia       |   |   |   |   | 6 |   |   |   |   |    |    |    |    |    |    | 6      |